# Willem Benson
Willem Benson (* um 1521 in Brügge; † 1574 in Middelburg) war ein in Brügge tätiger flämischer Maler der Renaissance.

## Leben
Willem Benson (auch Guillaume oder Gulyame geschrieben) war der älteste von zwei leiblichen Söhnen des berühmten Brügger Malers und Dekans der Brügger Malergilde Ambrosius Benson (um 1495–1550) und dessen Frau Anna Ghyselin († 1548).
Zusammen mit seinem jüngeren Burder Jan wurde er von seinem Vater in dessen Malerwerkstatt in Brüssel ausgebildet. Da er als Sohn eines Meisters von der Zahlungspflicht befreit war, ist sein Eintritt in die Brügger Malergilde nicht verzeichnet. Er wird aber im Verwaltungsjahr 1551–1552 erstmals als „Vinder“ (Obmann) geführt.
Bereits seit 12. April 1544 war er mit Johanna van Bambeke verheiratet.
Benson geriet oft in Zahlungsrückstand bei seinen Gläubigern, weshalb viele Details aus seinem Leben aus den Gerichtsakten der Stadt Brügge hervorgehen.
Bereits kurz nach dem Tod seines Vaters 1550 kam er erstmals mit der Miete für seine Wohnung an der Vlamingbrug beim Kapitel der Probstei des Heilige Donatian in Rückstand und musste durch ein Gerichtsurteil eine Beschlagnahme seines Triptychon mit der Darstellung des Heiligen Franziskus und eines Gemäldes, welches Johannes den Täufer zeigt, hinnehmen.
1553 malte er ein Bild für die Bruderschaft der Heiligen Barbara, welches für ihren Altar in der Kirche des Heiligen Erlösers bestimmt war. Nach mehreren verlorenen Rechtsstreitigkeiten gegen Goldschmiede, bei denen er im Zahlungsrückstand gewesen ist, verließ Benson vor 1558 Brügge und kehrte erst 1560 zurück, als er zum Vormund der Tochter seiner Halbschwester Anna Benson bestellt wurde. Am 12. November 1561 kaufte sich Benson ein Haus an der Ostseite der Ecke Vlamingstraat/Kortewinkel. 1561–1562 führte ihn die Malergilde abermals als „Vinder“. Benson lebte vornehmlich von Auftragsarbeiten aus der Region. Aus den Büchern der Pfarrkirche von Varsenare für 1561–62 geht hervor, dass Benson mit einem Gemälde des Heiligen Mauritius betraut worden war. Als er 1565 bei einem Auftraggeber abermals in Zahlungsrückstand gekommen war, musste er diesem die Rechte an seinem Haus abtreten, konnte aber die Gesamtschuld dadurch mindern, dass er das bestellte Gemälde vor Fälligkeit ablieferte.
Im Oktober 1565 verstarb seine Frau und hinterließ ihm ihre sechs gemeinsamen, minderjährigen Kinder Ambrosius, Tanneken, Jozynken, Thuenken, Claerken und Grietken, von denen ersterer ebenfalls Maler wurde. Nach dem Tod seiner Frau verschlechterte sich seine finanzielle Lage zunehmend. Im Jahr 1569 wurde er gleich zweimal von seinem Maler-Kollegen Jan van de Cappelle auf Zahlung verklagt. Ob er sich zu diesem Zeitpunkt noch in Brügge aufhielt, ist unklar. Als er im Juni 1570 als Vormund der inzwischen drei Kinder seiner Halbschwester Anna abgelöst wird, führt ihn das Register bereits als „im Ausland lebend“. Offenbar führten die erfolgreichen Klagen seiner Gläubiger auch zu einer dauerhaften Verbannung aus Brügge, denn so wird er 1572 im Register der Waisenkammer geführt.
Auf jeden Fall starb der Maler 1574 in Middelburg. Dies geht aus einer eidesstattlichen Erklärung von Arnold de Voocht am 3. Dezember 1574 vor dem Gericht von Brügge hervor, in der er bezeugte, „dass er Willem Benson, den Maler seines Staates, gut kannte und dass er genau weiß, dass der besagte Willam diese Welt in der Stadt Middelburch in Seeland verlassen hat, dass er damals in der besagten Stadt Middelburch war, als der besagte Willem Benson dort die letzte Ölung empfing und er an seiner Beerdigung teilgenommen hat“.

## Œuvre und Würdigung
Von den aktenkundigen Ölbildern des Malers ist keines mehr erhalten. Dafür hat der Biograph seines Vaters, Georges Marlier (1898–1968), einige Bilder von Willem Benson katalogisiert. Dazu gehören u. a. das mit dem Monogramm GB versehene Ölbild „Nativity“ (Geburt Jesu), welches sich in Besitz der britischen Royal Collection befindet und im Buckingham Palace hängt, die Madonna mit Kind und zwei Engeln, die im Kapitelsaal der Kathedrale von Toledo ausgestellt ist und das Gemälde einer halbkörperlich abgebildeten Madonna mit stehendem Jesuskind, das heute im Provinzmuseum von Saragossa zu sehen ist. Letzterem diente ein verschollenes Gemälde von Rogier van der Weyden als Motivvorlage, welches schon Bensons Vater, ebenso wie Adriaen Isenbrant und Gerard David zu Gemälden animiert hatte. Willam Benson malte das Bild in seiner späten Phase nochmal, allerdings mit leuchtendem landschaftlichem Hintergrund. Sein Bild der "Maria Lactans" (um 1555) wurde am 25. Dezember 2019 beim Auktionshaus Hampel in München versteigert.
Georges Marlies hebt die Nähe von Willem Benson zu seinem Vater, dessen Lehrer Gerard David und zu Adriaen Isenbrant hervor, bescheinigt ihm aber darüber hinaus nicht nur seine Personen stets „au fin visage modelé avec soin“ (mit einem fein modellierten Gesicht) und die Haare „aux reflets d'une parfaite regularite“ (mit Reflexen von perfekter Regelmäßigkeit) gemalt, sondern auch das „milieu conservateur de Bruges“ (konservative Milieu von Brügge) mit seinem Spätwerk weiterentwickelt zu haben.